# 能源產業對環境的影響

全球消耗不同種類一次能源走勢圖。

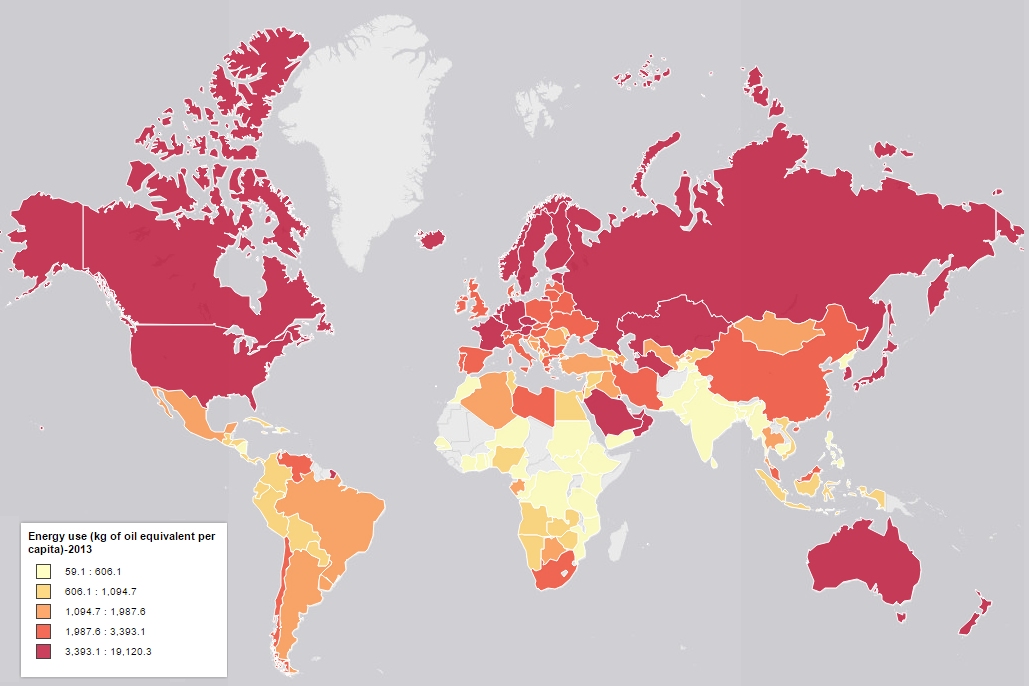
2013年世界各國人均能源耗用圖（資料來源：世界銀行）。

人類使用能源，與隨之而來的環境問題關係密切。在生產、運輸或消耗能源的時候就無法避免這類能源產業對環境的影響（英語：Environmental impact of the energy industry）。人類使用能源的歷史悠久。最初是生火作照明、取暖、烹飪和保護自身安全用途，而開始使用火的時間至少可追朔到190萬年之前。各種可再生能源商業化的趨勢在近年來已日趨明顯。現在的科學上共識是導致全球變暖的主要人類活動，會讓大氣中溫室氣體濃度增加和全球土地利用大幅變化（如森林砍伐），此兩項有升高溫度的作用；而大氣中氣溶膠濃度的增加，則有降低氣溫的效果。
由於技術快速發展，讓人類有機會利用系統生態學和工業生態學的方法，有可能在能源生產、水和廢棄物管理以及食品生產方面，朝更好的環境保護和能源利用方向做改變。

## 問題

### 氣候變化

自1850年起的幾種儀器測量地表溫度記錄，顯示各家的資料有甚高的一致性。

會產生輻射強迫作用的長效溫室氣體，在1979年起的40年內大量增加，其中的二氧化碳及甲烷是導致氣候暖化的主要驅動因素。

依據關於氣候變化的科學觀點，這種情況係由人為溫室氣體排放所引起，其中大部分的來源是燃燒化石燃料所產生，而森林砍伐和一些農業活動也是主要貢獻者。在2013年所做的一項研究顯示，全球有3分之1的工業溫室氣體排放是僅由90家生產化石燃料（和水泥）的公司所造成（研究期間涵蓋1751年至2010年，而目前存在的溫室氣體中，有一半是從1986年以來的短期內所排放）。
雖然有廣為流傳的全球暖化否定說，但絕大多數從事氣候學工作的科學家都承認是人類活動所造成。聯合國政府間氣候變化專門委員會（IPCC） 所發表名為《2007年氣候變化：變化的影響、適應和脆弱性（Climate Change 2007: Climate Change Impacts, Adaptation and Vulnerability）》的報告中預測，氣候變化將導致食物和水的短缺，並增加洪水發生的風險，受到影響的人數達到數十億，尤其是那些處於貧困中的人。 
歐盟在2001年贊助一項名為ExternE（為能源外部性（Externalities of Energy）的簡稱）的研究，發現在1995年至2005年的10年間，如果把外部成本列入考慮，在二氧化碳排放方面，水力發電的排放量最低，風能第二低，核能第三低，太陽能為第四低。
而利用燃燒煤炭或石油發電的成本將是其當時數值的兩倍，利用天然氣發電的成本將增加30%（把增加空氣中的顆粒物、氮氧化物、六價鉻和砷等，會損害環境與人類健康的外部成本列入考慮）。研究估計化石燃料的外部、下游的成本佔歐盟整個國內生產總值 (GDP) 的 1-2%，這GDP佔比尚未把全球變暖所導致的外部成本包括在內。研究還發現，核電的環境和健康成本，每單位能量為1.9歐元/兆瓦時（MWh），低於許多可再生能源（包括利用生物質和太陽能模組發電的成本），遠低於煤炭的60歐元/兆瓦時（為核電的30倍以上），風能發電的成本為0.90歐元/兆瓦時，為所有能源中最低者。

### 生物燃料
生物燃料的定義是由相對較新的無生命或有生命的生物材料中獲得的固體、液體或氣體燃料，後者與化石燃料不同，源自早已死亡的生物材料。生物燃料可由各種植物和植物衍生材料製造。

#### 生物柴油
如果要大量使用生物柴油，就必須大幅改變土地利用，包括森林砍伐。

#### 燃燒木材
由於燃燒木材來取得能源，會造成砍伐森林，而導致生物多樣性喪失和土壤侵蝕，其中一例是英國利茲大學對非洲森林進行一項為期40年的研究所顯示。非洲的森林佔世界熱帶森林總量的3分之1，是個重要的碳匯。氣候變遷專家Lee White表示：“完整的熱帶森林作為碳匯，可從大氣中去除近50億噸二氧化碳，而熱帶森林受到砍伐，即為問題所在。”
根據聯合國的資料，非洲大陸喪失森林的速度是世界其他地區的兩倍。“非洲曾擁有700萬平方公里的森林，但其中3分之1已經消失，這些樹木的大部分是被做成木炭使用。”

### 化石燃料

1800年-2007年之間，源自不同化石燃料所產生的碳排放。

煤、石油（原油）和天然氣是化石燃料中的三種。美國能源信息署估計，在2006年的世界一次能源生產中，這三項的佔比總計為86.3%（石油佔36.8%、煤炭佔26.6%及天然氣佔22.9%）。
在2013年，燃燒化石燃料共產生大約320億噸的二氧化碳以及其他的空氣污染物。由於氣候變遷和健康問題，而產生4.9兆美元的外部性成本（等於每噸的二氧化碳，其外部成本高於150美元）。二氧化碳是種溫室氣體，會增強輻射強迫並導致全球變暖，造成地球表面平均溫度相應升高，氣候科學家認為這將造成重大不利影響。

#### 煤炭
本節摘自煤炭產業對健康與環境的影響。

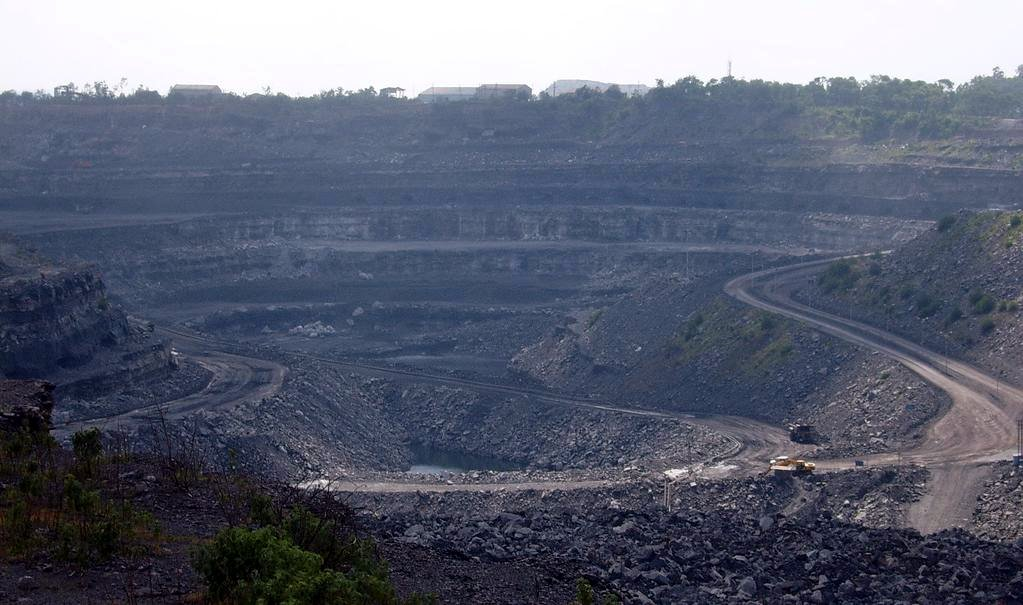
一處在印度比哈爾邦露天開採的煤礦。

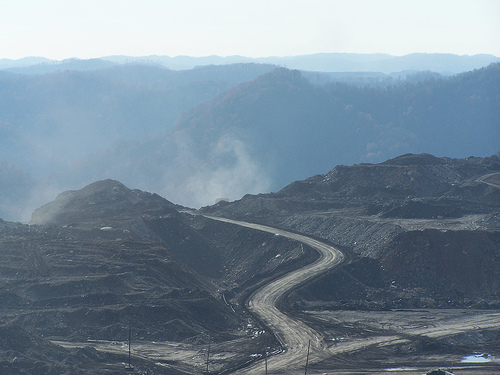
一處在美國炸開山頭採礦的作業。

「煤炭產業對健康與環境的影響」一文所談論的有土地利用、廢棄物管理、水和空氣污染等問題，發生這些問題的原因是由於煤炭的開採、加工及使用的過程所造成。燃燒煤炭除會污染大氣之外，每年還會產生數億噸固體廢棄物（包括飛灰、底灰和煙氣脫硫所產生的污泥，廢棄物中含有汞、鈾、釷、砷和其他重金屬）。煤炭是人為，導致地球大氣中二氧化碳增加最重要的源頭。
燃煤會對健康造成嚴重的影響。根據世界衛生組織（WHO）在2008年發佈的報告，煤炭懸浮微粒污染每年在全球導致約10,000人的過早死亡。一項在2004年由環保組織委託進行的研究（但受到美國國家環境保護局（EPA）的質疑），得出的結論是美國每年因燃煤而致死的人數有24,000人。最近有項學術研究估計，與煤炭相關的空氣污染所導致的美國過早死亡人數約為52,000人。燃燒煤炭發電，所產生的毒性與燃燒由水力壓裂而來的天然氣生產的電力相比，要高出10-100倍，主要的原因是燃煤過程中會排放大量的顆粒物質。把燃煤發電與太陽能光電進行比較，如果美國能以太陽能光電取代燃煤發電，每年可降低51,999人因受污染影響而導致的死亡。有項研究發現，由於美國的煤炭開採相關工作機會減少，因煤炭污染死亡的人數與仍在這個產業工作的人數相當。
美國史上的煤礦礦災數目很多，但由於已採安全措施，以及改用露天開採取代地底採礦，與採礦工作相關的死亡人數已大幅下降。地下採礦會碰到的危害包括窒息死亡、瓦斯中毒、礦坑坍塌和瓦斯爆炸。露天開採的風險主要是礦壁崩塌和車輛碰撞。在2005年至2014年的10年間，美國平均每年有26名煤礦工人因意外事故而死亡。

#### 石油
本節摘自石油產業對環境的影響。
由於石油具有多種用途，石油產業對環境的影響是既深又廣。原油和天然氣是一次能源和原材料，可在現代日常生活和世界經濟的許多方面發揮作用。石油在過去的150年裡的供應量迅速增加，以滿足快速增長的人口、創造力、知識和消費主義的需求。
在石油和天然氣的開採、煉製和運輸階段，均會產生大量有毒和無毒廢棄物。一些工業副產品，如揮發性有機物、氮和硫化合物以及油外洩，如果不妥善管理，會污染空氣、水和土壤，而危害生命。全球的氣候變遷、海洋酸化和海平面上升受到石油產業排放的溫室氣體如二氧化碳 (CO2) 和甲烷，以及如黑炭的氣溶膠微細顆粒所影響，並被強化。
在所有人類活動中，燃燒化石燃料是促進地球生物圈中碳循環不斷增加的最大貢獻者。 國際能源署和其他機構報告稱，在2017年，從所有能源使用而釋放到大氣中的創紀錄328億噸二氧化碳中，來自石油和天然氣的達到55%以上（180億噸）。煤炭使用佔其餘45%中的大部分。二氧化碳總排放量幾乎每年都在上升：2018年再上升1.7%，成為331億噸。
石油產業的自身運作，在2017年全球直接貢獻的328億噸排放中約佔8%（27億噸）。此外，由於有意和其他方式的直接天然氣排放，這個產業同年直接貢獻至少7,900萬噸的甲烷（24億噸二氧化碳當量），相當於所有已知的人為和自然排放甲烷的14%左右。
石油還可生產許多消費用化學品和產品，例如化學肥料和塑料。由於石油具有多種用途，在目前生產替代性的能源、運輸和儲存技術中，仍需仰賴石油。
在使用石油產品時，無論是產業本身，以及消費者方面均注意保護自然環境、提高使用效率以及強化污染控制，是達成可持續性最有效的做法。

#### 天然氣

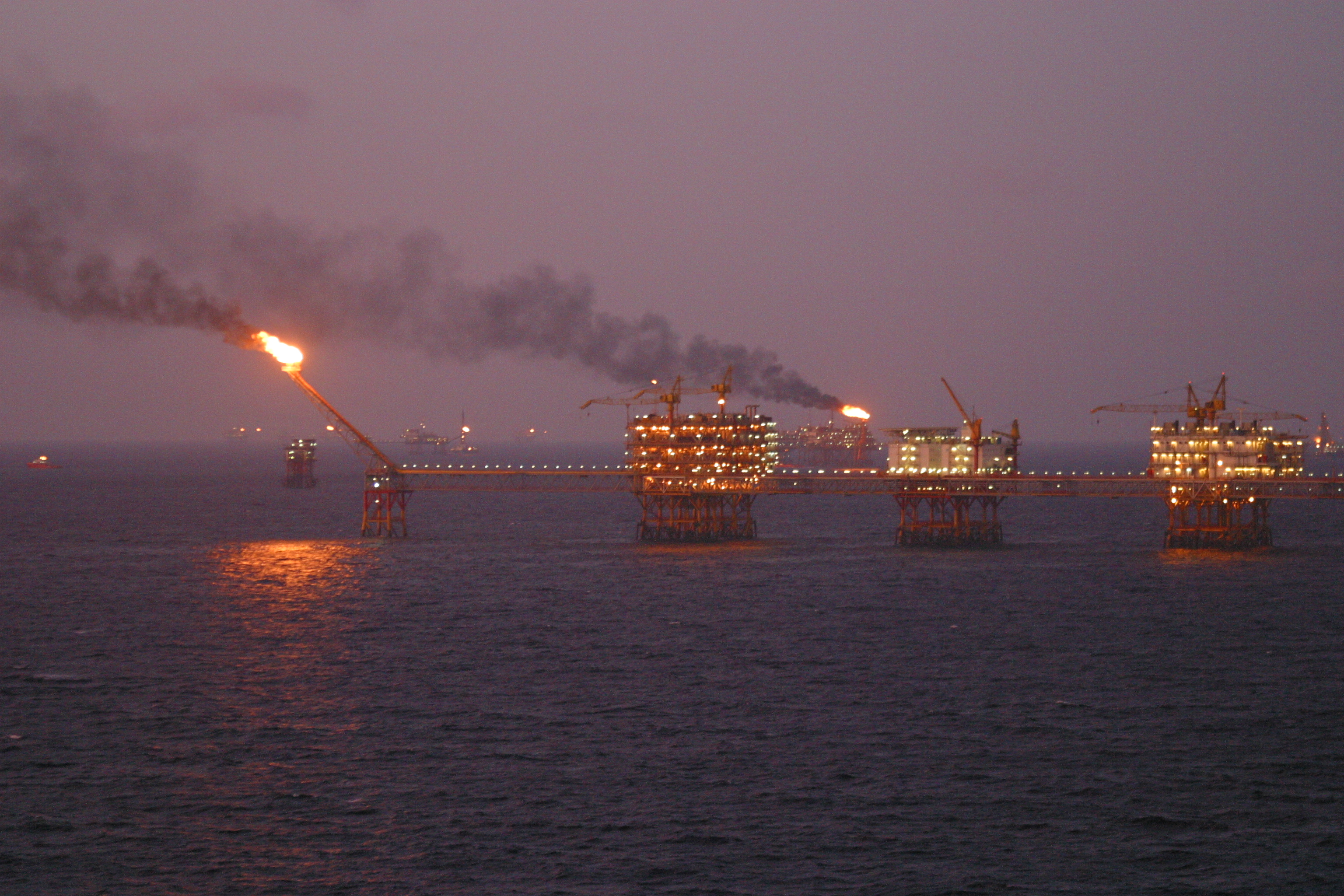
海上石油平台進行的例行性燃燒天然氣作業，夜間一景。

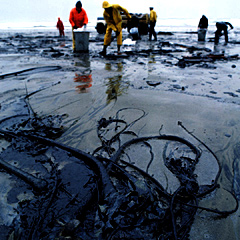
遭受油外洩污染的海灘。

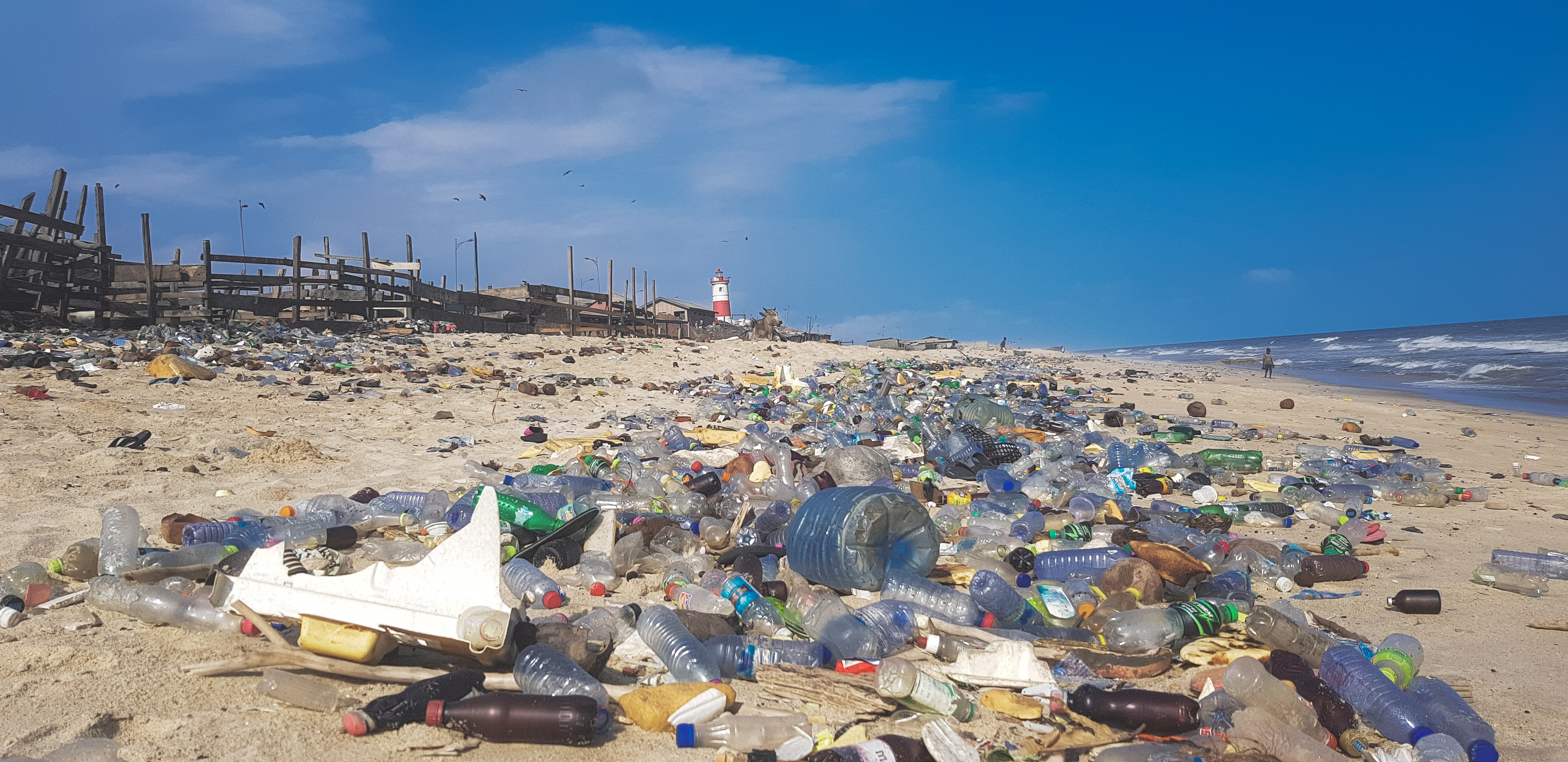
海灘上聚集的塑料垃圾。

天然氣通常被描述是最清潔的化石燃料，平均生產每焦耳熱量而產生的二氧化碳遠少於煤炭或是石油，並且比使用其他化石燃料所排放的污染物少得多。但就絕對值來看，天然氣確實會產生大量的碳排放，這種排放預計仍會繼續增長。根據IPCC第四次評估報告（SRES），天然氣在2004年產生的二氧化碳排放量約為53億噸，而煤炭和石油分別產生106億和102億噸（圖4.4）；但到2030年，根據SRES B2排放情景的更新版本，天然氣的二氧化碳排放將會是110億噸，屆時煤炭和石油的排放則分別為84億和172億噸。（2004年全球總排放量估計超過272億噸。）
此外，天然氣本身是種溫室氣體，當釋放進入大氣時，其效力遠高於二氧化碳，但目前的釋放量不大。天然氣對環境的影響也因開採的方式而有很大的差異，許多天然氣是開採石油時的副產品，而新技術如水力壓裂法能開發出以前無法取得的天然氣儲量，這這種技術會產生對環境和健康更多的負面影響。

### 發電
由於現代社會使用大量電力，而發電對環境會產生顯著的影響。發電廠將某種形式的能量轉換為電能。每種系統都有優點和缺點，但其中許多會引起環境問題。

#### 水庫

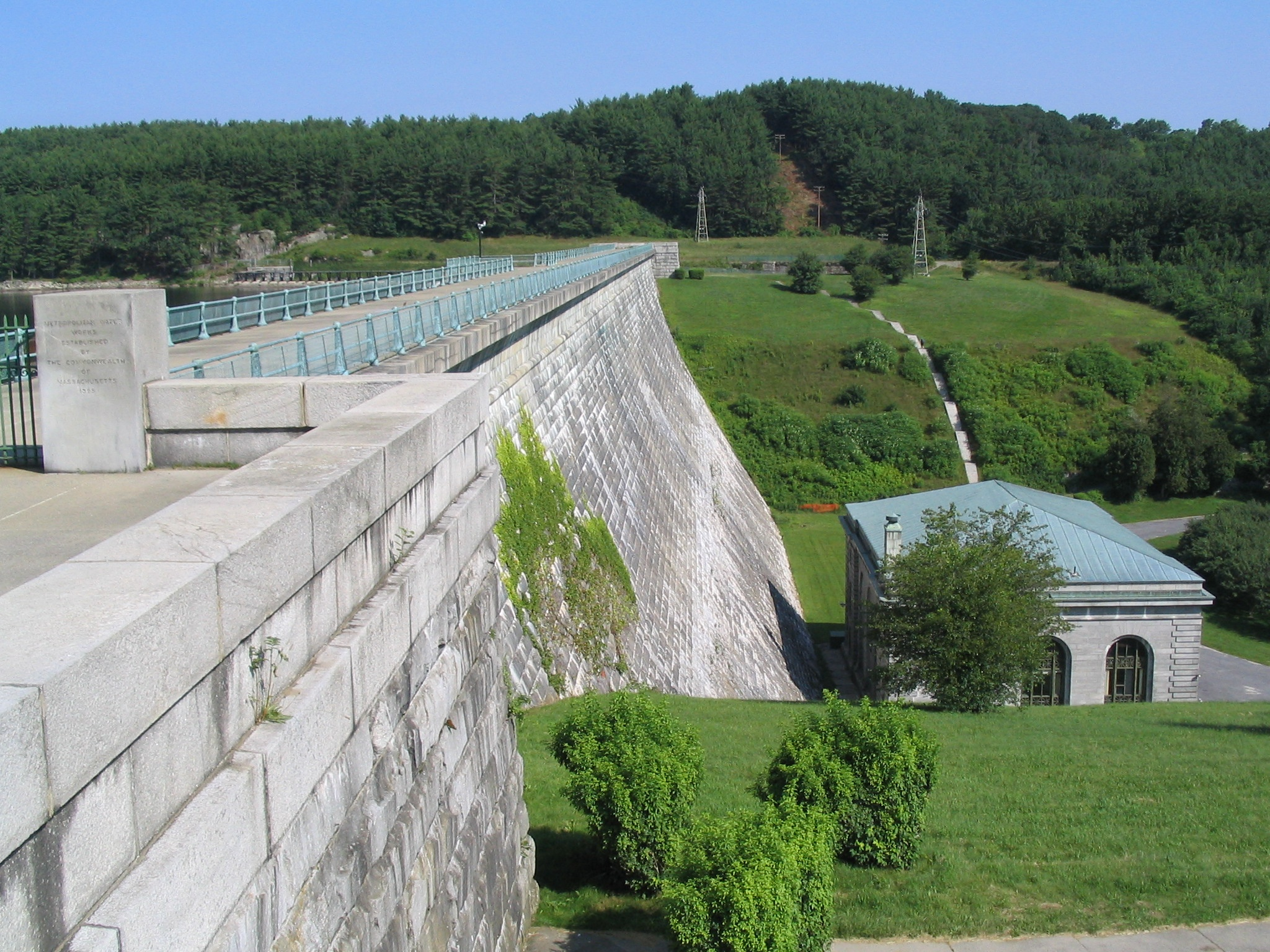
在美國美國馬薩諸塞州烏斯特縣的烏斯特水壩 。

本節摘自水庫對環境的影響}}。
隨著世界對水和能源的需求增加，以及水庫數量和規模的增加，水庫對環境的影響也受到越來越多的審視。
水壩和水庫有供應飲用水、發電、增加灌溉水量、提供休閒娛樂機會和防洪的功能。但許多水庫在建設期間和完工之後，也會存有不利的環境和社會影響。不同水壩和水庫之間所產生的影響有甚大的差異，常見的批評包括有阻止魚類回溯到河川上游的原始交配地、下游的水量減少以及當地漁業的捕撈量降低。目前已有技術可為大壩的許多負面影響提供解決方案，但由於投資成本高，如果沒強制規定的話，不見得會被採用。自1960年代以來，或是更早，就有水庫對環境和周圍人口最終是有益或是有害的看法，爭議一直存在。在1960年開始興建的林·希林水庫，因把當地有歷史意義的卡佩·希林淹沒的舉動，引發政治騷動，直到今天尚未停歇。近年來中國的三峽大壩，以及在亞洲、非洲和拉丁美洲的類似項目，都引發相當大的環境和政治辯論。目前全世界有48%的河流及其生態水文系統受到水庫和水壩的影響。

#### 核能發電

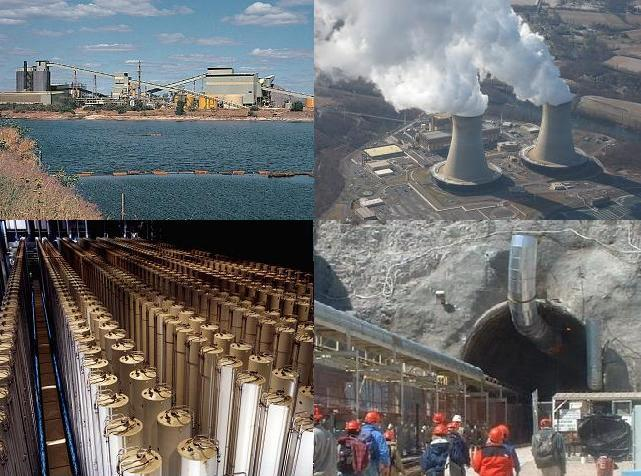
與核能發電相關，會影響到環境的活動：採礦、濃縮鈾、發電及深地質處置。

核能發電對環境的影響來自核燃料循環、電廠運作和核事故。
依賴核裂變發電帶來的日常健康風險和溫室氣體排放明顯小於與使用煤炭、石油和天然氣發電所產生的相關風險。但如果控制核燃料的機制失效，就有發生“災難性風險”的可能性，例如核反應堆受過熱的燃料熔化，把大量裂變產物釋放到環境中所導致。壽命最長的放射性廢料（包括乏核燃料），必須與人類和環境隔離，並加以控制，時間長達幾十萬年。公眾對這類風險很敏感，因而有甚多的反核運動出現。雖然有這種災難發生的可能，但使用化石燃料所產生相關污染的危害，仍然遠大於以往核事故所產生的總和。
1979年發生的三哩島核泄漏事故和1986年發生的車諾比核事故，加上高昂的建廠成本，全球核電發電容量的快速增長因而終止。
繼而在2011年發生於日本的海嘯，造成福島第一核電廠受到破壞，發生氫氣爆炸和核反應堆部分熔毀，以及放射性物質外洩的事故。這個核電廠周圍20公里半徑內被設為禁區，與目前仍存在的車諾比電廠30公里半徑禁區類似。

#### 風力發電

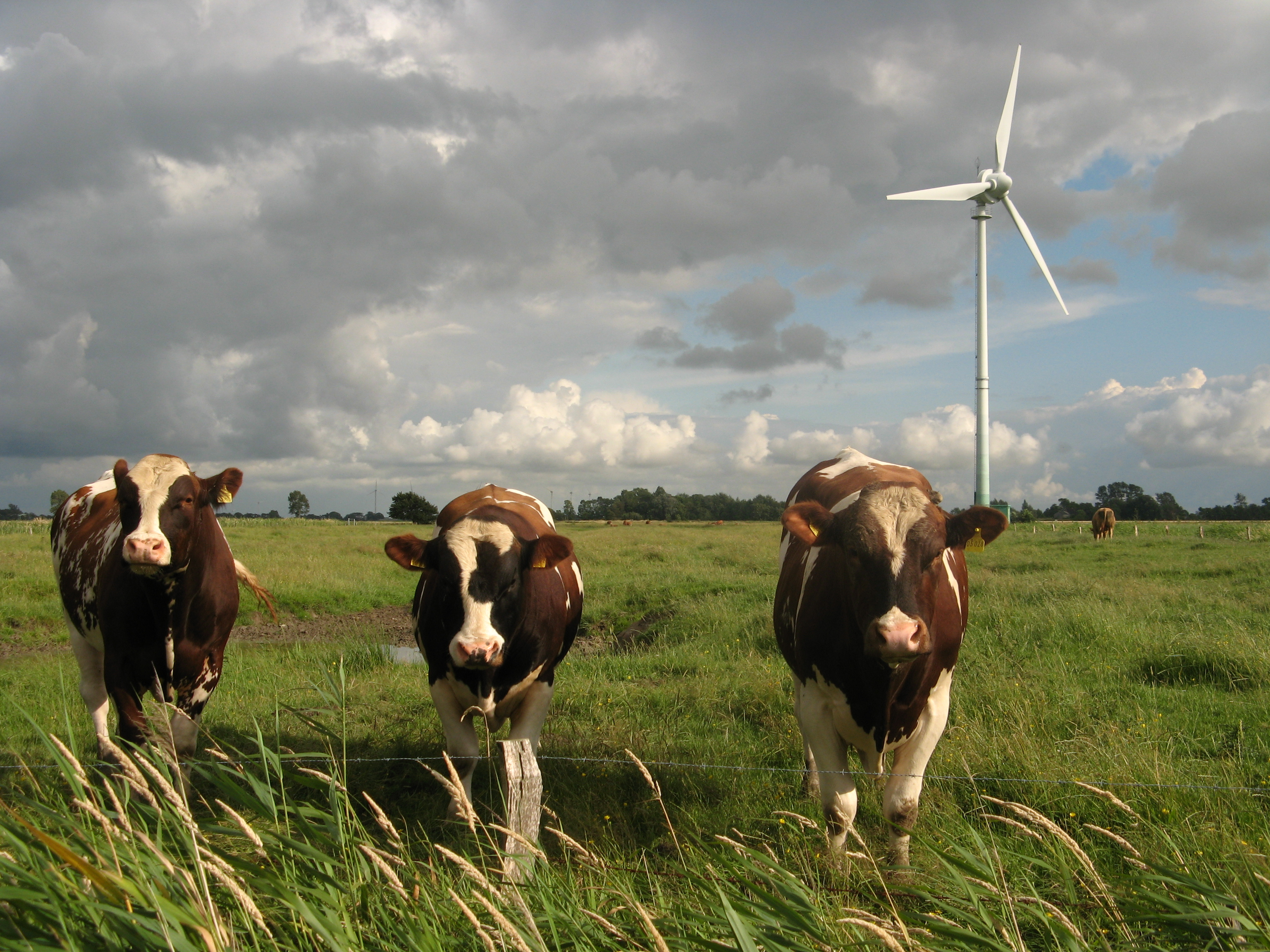
在一座風力發動機旁放牧的牛隻。

本節摘自風力發電對環境的影響。
利用風力發電與燃燒化石燃料發電相比，對環境的影響較小。生產平均單位電力所排放的溫室氣體遠少於其他發電的方式，因此風能有助於減緩氣候變遷。
陸上風力發電場會對景觀產生重大影響，因為風力發電場與其他形式的發電相較，通常需要更廣大的土地，而設立的地點通常是在野外和農村地區，會造成「農村工業化」的現象。在尤其是風景優美和文化上重要的景觀中，衝突必然發生。因此會在選址上有所限制（例如透過退縮(土地利用)來降低影響的程度。 風力發動機和通路之間的土地仍可用於耕作和放牧。
風力發電場對於野生動物的最大影響是造成棲息地喪失和破碎化，但影響相對較小，如果實施適當的監測和緩解策略，也可將此種影響降低。風力發動機與許多其他人類活動和建築物一樣，會增加鳥類和蝙蝠等的死亡率。有傳聞稱噪音會對居住在風力發動機附近的人造成負面健康影響。但同儕評議的研究報告通常不支持這些主張。

## 緩解

### 節約能源
節約能源指的是為減少能源消耗所做的工作。可透過提高能源效率、降低能源消耗量和/或減少傳統能源的消耗來達成。
節約能源可達到增加財務資本、自然環境品質、國家安全、個人安全和人類熱舒適性。直接消費的個人和組織因節約能源，可降低能源成本並提升自身的經濟安全。工商業用戶可提高能源效率，實現利潤最大化。
解決人口增長問題、使用非強制性措施（例如更優質的計劃生育服務）和透過教育賦予開發中國家婦女權力，也可減緩全球能源使用的增長。

### 能源政策
能源政策是由給定實體（通常是政府）決定解決能源開發（包括能源生產、分配和消費）問題的方式。能源政策的屬性包括立法、國際條約、投資激勵、節能指南、稅收和其他公共政策的手段

## 外部連結
- United Nations Development Programme – Environment and Energy for Sustainable Development
- Discussion of environmental cost of providing renewable energy （页面存档备份，存于） – Environment impact of renewable energy technologies